# مجموعة الأمم المتحدة الفنية

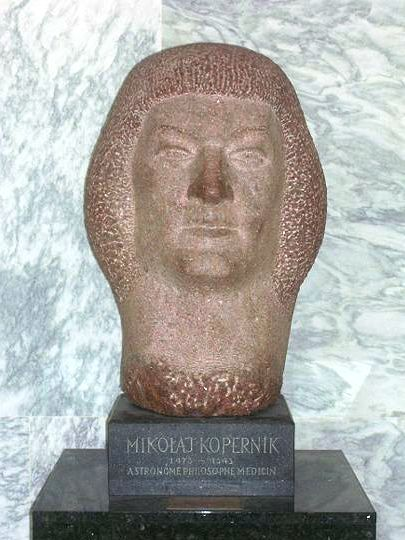
تمثال نصفي لنيكولاس كوبرنيكوس في مقر الأمم المتحدة، مدينة نيويورك، هدية من جمهورية بولندا الشعبية للأمم المتحدة (1970).

مجموعة الأمم المتحدة الفنية هي مجموعة جماعية من الأعمال الفنية والأشياء التاريخية التي تبرعت بها الدول الأعضاء أو الجمعيات أو الأفراد كهدايا للأمم المتحدة. هذه الكنوز والممتلكات الفنية، ومعظمها في شكل "منحوتات ولوحات ومفروشات وفسيفساء"، تمثل "فنون الأمم" التي يتم احتواؤها وعرضها داخل مقر الأمم المتحدة في مدينة نيويورك، ومراكز العمل الأخرى، مما يجعل الأمم المتحدة وأقاليمها الدولية "متحفًا صغيرًا رائعًا".
تتبع الدول الأعضاء بروتوكول لتقديم الهدايا الرسمية للأمم المتحدة. الإجراءات والخطب والاحتفالات، مثل الكشف عن هذه الهدايا، يتم إجراؤها وتنسيقها بواسطة دائرة المراسم والاتصال. من الناحية المثالية، يمكن لكل دولة عضو تقديم عرض واحد فقط، والدول الأعضاء مسؤولة عن تركيب القطع الأثرية المعروضة.
الهدايا الرسمية للأمم المتحدة من قبل الدول الأعضاء فيها تلخص المثل العليا والأهمية والقيم للأمم المتحدة كمنظمة دولية.

## المجموعة

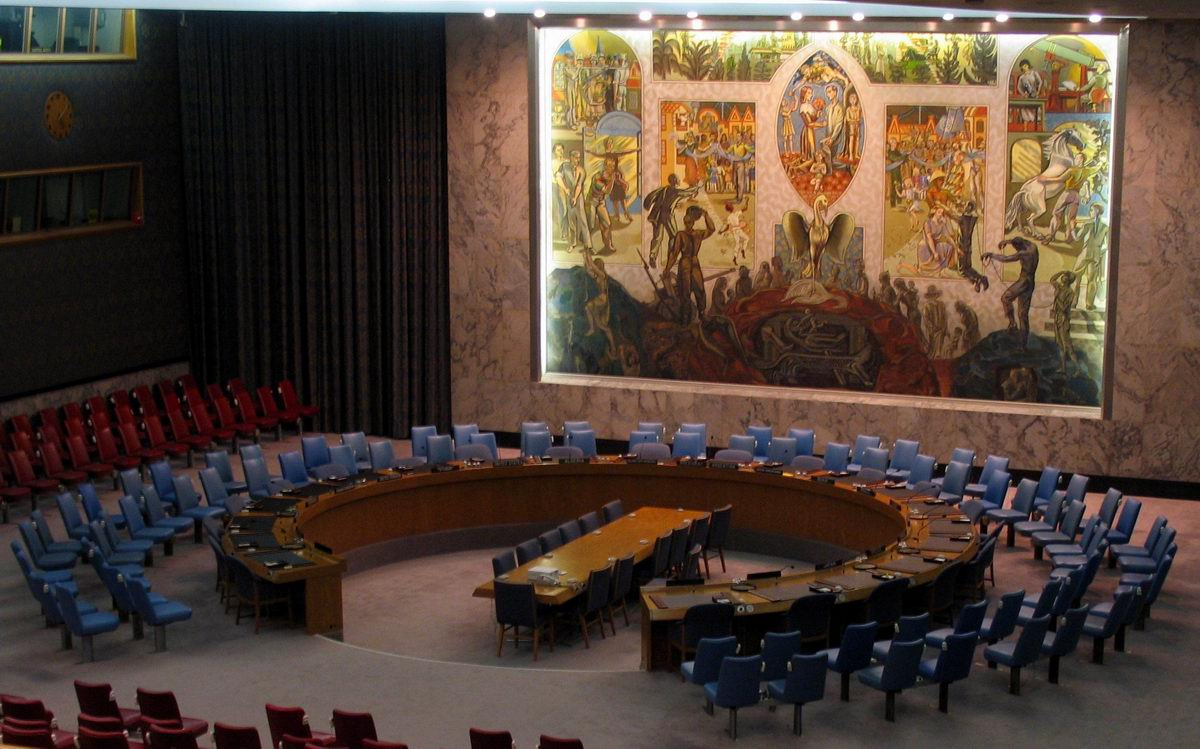
تعرض غرفة اجتماعات مجلس الأمن لوحة جدارية بواسطة بير كروغ (1952)

- في عام 1964، تم التبرع بنافذة زجاج معشق بقياس 15 قدمًا في 12 قدمًا من تصميم مارك شاغال بعنوان السلام إلى الأمم المتحدة من قبل موظفيها ومن شاغال نفسه لإحياء ذكرى داغ همرشولد، الذي شغل منصب الأمين العام للأمم المتحدة من عام 1953 حتى وفاته في عام 1961.[6] تحتوي النافذة على العديد من الرموز التي تمثل موضوعات الحب والسلام.[7]
- في عام 1952، تم تركيب زوج من الجداريات لفرناند ليجيه في قاعة الجمعية العامة.[8]
- كما تم تركيب جدارية مجلس الأمن التابع للأمم المتحدة، التي رسمها بير كروغ، في عام 1952
- <i id="mwSA">الحرب والسلام</i>، لوحتان للفنان البرازيلي كانديدو بورتيناري. لا تحتوي على أي أسلحة، ولكنها تعرض بدلاً من ذلك معاناة ضحايا الحرب، مما يوضح وحشية القتال. يظهر التناقض بين عنصري الفوضى والانسجام مدى أهمية الحفاظ على السلام ومحاولة إنهاء النزاعات العنيفة.
- في عام 1985، كممثلة للولايات المتحدة، قدمت السيدة الأولى آنذاك نانسي ريغان فسيفساء إلى الأمم المتحدة للاحتفال بالذكرى الأربعين لإنشاء المنظمة. كانت فسيفساء القاعدة الذهبية من إبداع فناني البندقية واستندت إلى لوحة لنورمان روكويل. تصور الفسيفساء أشخاصًا من جميع الأجناس والأديان والألوان، وهي تنقل الرسالة "عامل الآخرين كما تحب أن يعاملوك".[9]
- تم تقديم جرس السلام الياباني إلى الأمم المتحدة في يونيو 1954 من قبل رابطة الأمم المتحدة في اليابان. تم صب الجرس من عملات معدنية جمعها أشخاص من 60 دولة مختلفة بما في ذلك الأطفال، وتم وضعه في هيكل يشبه ضريح شنتو، مصنوع من خشب السرو. يُقرع الجرس مرتين في السنة: في اليوم الأول من الربيع، في الاعتدال الربيعي، ويوم 21 سبتمبر بالتزامن مع افتتاح الجمعية العامة.[10]
- في عام 1959، تبرع الاتحاد السوفيتي للأمم المتحدة بتمثال من البرونز بشعار لنطرق السيوف إلى محاريث. نحت التمثال يفغيني فيكتوروفيتش لتمثيل الرغبة البشرية في إنهاء جميع الحروب من خلال تحويل أسلحة الموت والدمار إلى أدوات سلمية ومنتجة تعود بالفائدة على البشرية.[11]
- في عام 1966، قدم الممثل الدائم لنيجيريا لدى الأمم المتحدة، سيميون أديبو، للأمين العام يو ثانت نسخة من تمثال الفنان النيجيري بن إينوونو، أنيانو. إنه تمثيل لشخصية الإيغبو الأسطورية وإلهة الأرض آلا.[12] ومصنوع من البرونز بارتفاع 6 أقدام.[12]
- في عام 1996، قدم النحات أرنالدو بومودورو المجال داخل المجال كهدية للأمم المتحدة من قبل لامبرتو ديني، وزير خارجية إيطاليا.[13]
- توجد نسخة من القماش بالحجم الطبيعي من لوحة غرنيكا لبابلو بيكاسو، من صنع جاكلين دي لا بوم دورباخ، معروضة على جدار مبنى الأمم المتحدة في مدينة نيويورك، عند مدخل قاعة مجلس الأمن.[14][15]
- النموذج المنفرد هو تمثال قامت به باربرا هيبورث في عام 1964 كنصب تذكاري للأمين العام للأمم المتحدة داغ همرشولد بعد وفاته في حادث تحطم طائرة في أفريقيا عام 1961.

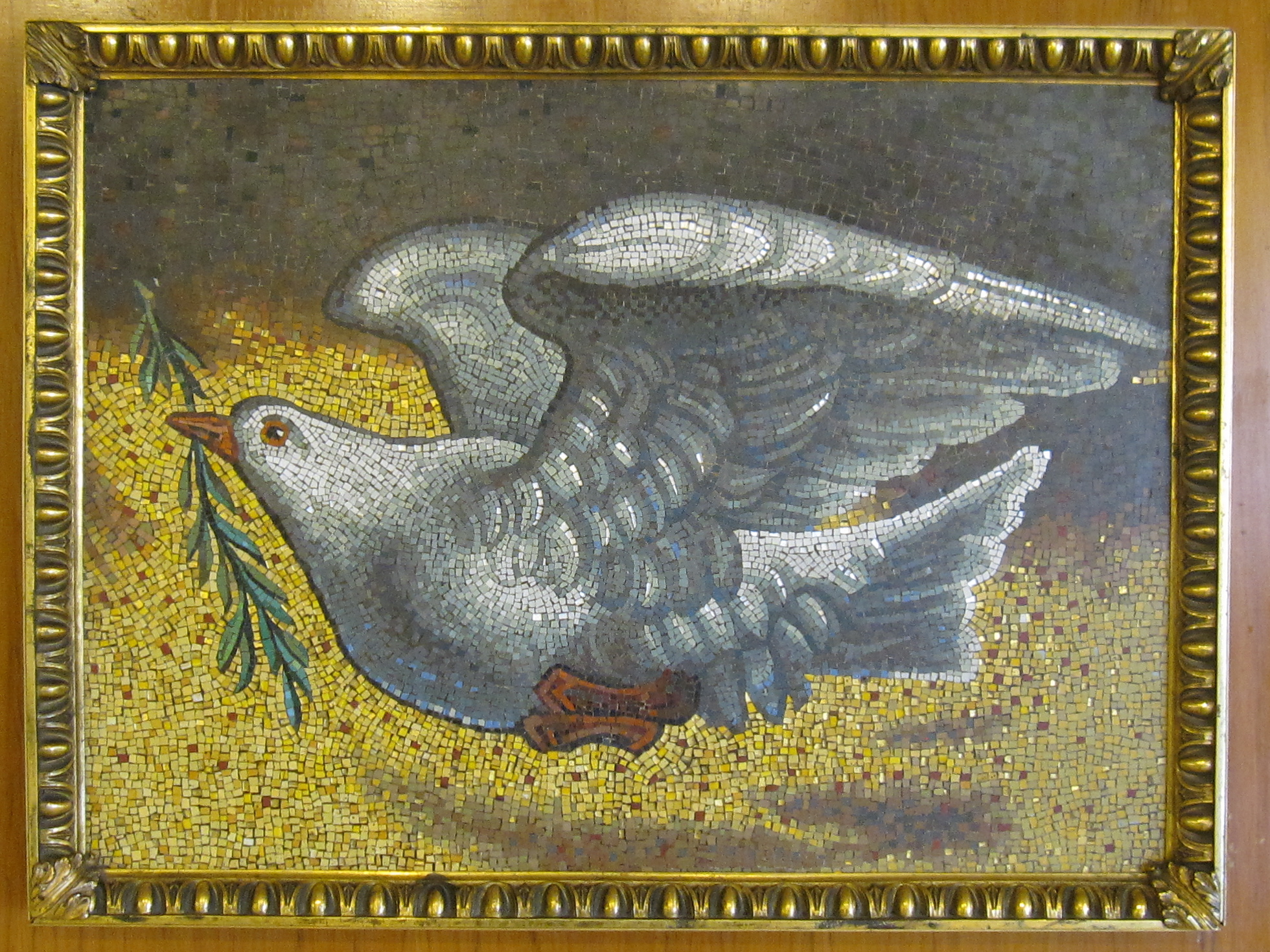
حمامة السلام، مقدمة من البابا يوحنا بولس الثاني بمناسبة زيارته للأمم المتحدة، 2 أكتوبر 1979
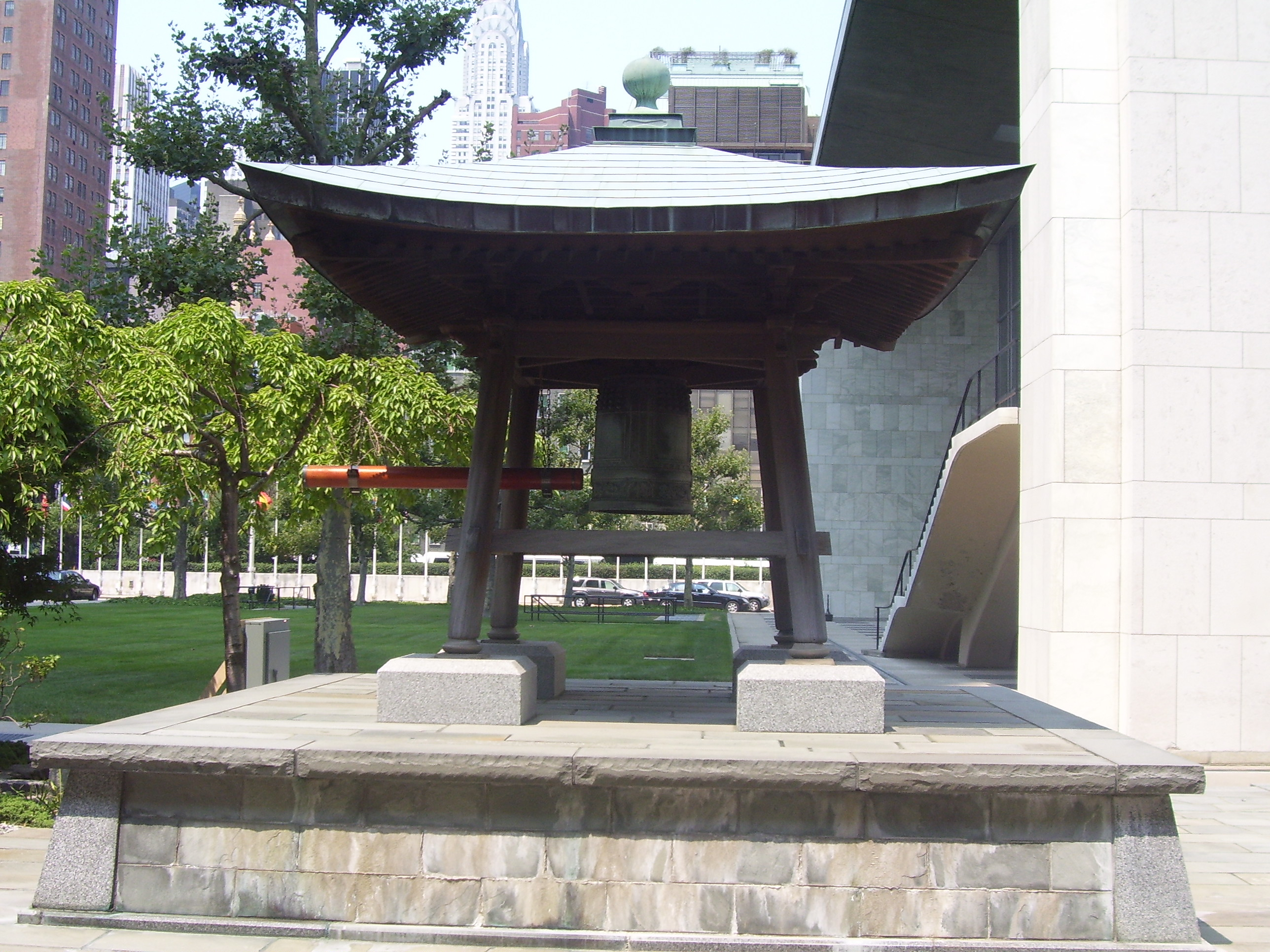
جرس السلام الياباني، 1954
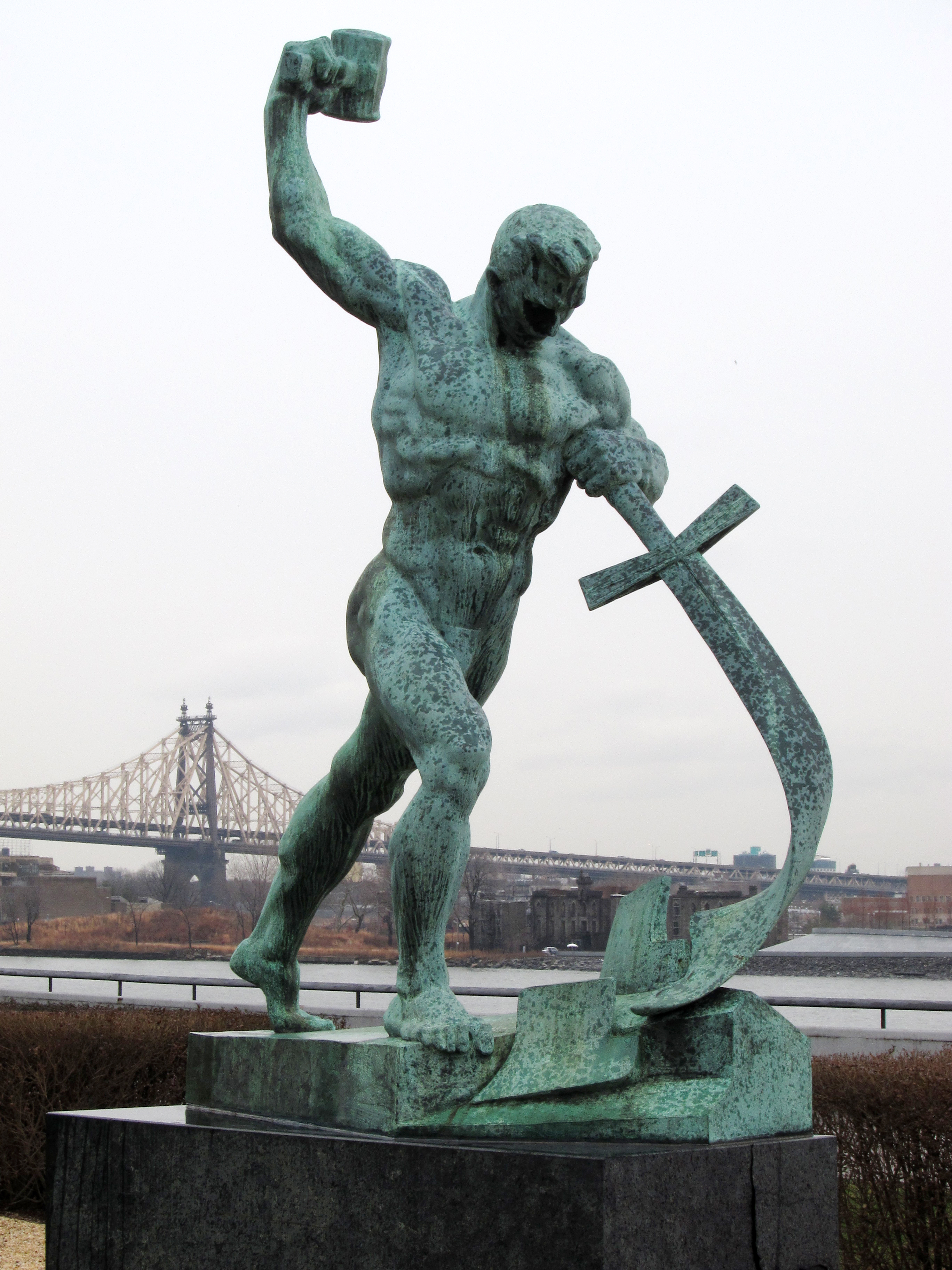
لنطرق السيوف إلى محاريث من أعمال يفغيني فوشيتيش، 1959.
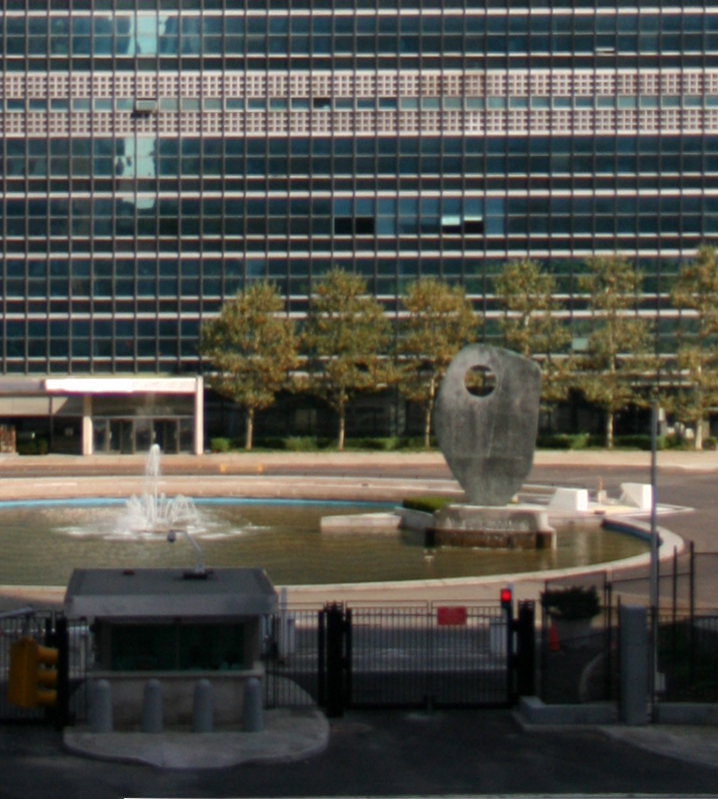
النموذج المنفرد، تمثال باربرا هيبورث عام 1964 معروض أمام مبنى الأمانة العامة للأمم المتحدة

## الحفظ والصيانة
الكيان الرئيسي المسؤول عن حفظ المجموعة هو لجنة الفنون التابعة للأمم المتحدة. يتم مساعدة الأمم المتحدة، من خلال ولاية خاصة وأنظمة، من قبل مجموعات لجمع التبرعات في مسعى للحفاظ على هذه التراث الفني والعالمي. ومع ذلك، يتم تخزين حوالي 50 هدية، في الطابق السفلي؛ وفي بعض الحالات، كان الأمر كذلك منذ عقود.